# Agnese
Agnese  è un nome proprio di persona italiano femminile.

## Varianti
- Femminili: Ines[1]
  - Alterati: Agnesina
- Maschili: Agnesio

### Varianti in altre lingue
- Albanese: Anjeza
- Catalano: Agnès[1]
- Ceco: Anežka
- Croato: Agneza[1], Janja[1]
- Danese: Agnetha[1][2], Agnethe[1][2], Agnete[1][2], Agnes[1]
- Finlandese: Aune[1][2]
- Francese: Agnès[1][2]
- Francese antico: Agnes[3]
- Greco antico: Ἁγνὴ (Hagne)[1][3]
- Greco moderno: Αγνή (Hagne)[1][3]
- Inglese: Agnes[1][2][3]
  - Ipocoristici: Aggie[1][2], Taggy[2], Nessie[2]
- Irlandese: Aignéis[1][2]
- Islandese: Agnes
- Latino: Agnes[1]
- Lettone: Agnese[1], Agnija[1]
- Ligure: Agneise, Gneise[4]
  - Ipocoristici: Agneisiña.
- Lituano: Agnė[2], Agné[1]
- Macedone: Агнија (Agnija)[1]
- Medio inglese: Annis[1][2][3], Annys[3], Annice[1], Annise[2], Anise[2], Anis[2], Annot[2]
  - Alterati: Nancy[1]

- Norvegese: Agnetha[1][2], Agnethe[2], Agnes[1]
- Olandese: Agnes[1][2]
  - Ipocoristici: Nes[1], Neske[1]
- Portoghese: Inês
- Polacco: Agnieszka[1][2], Agniesia
  - Alterati: Jagienka[1][2], Jagna[1][2], Jagusia[1], Aga, Agusia, Agniecha
- Russo: Агнесса (Agnessa)[1], Агния (Agnija), Агнес (Agnes)
- Serbo: Агнија (Agnija)[1]
- Slovacco: Agneša
- Sloveno: Agnes[1]
  - Ipocoristici: Neža[1], Neži, Nežka
- Spagnolo: Inés
- Svedese: Agneta[1][2], Agnetha[1][2], Agnethe[2], Agnete, Agnesa, Agnes[1]
- Tedesco: Agnes[1]
- Ungherese: Ágnes[1][2]
  - Ipocoristici: Ági[1]

## Origine e diffusione
Deriva da Agnes, forma latinizzata del nome greco antico Ἁγνὴ (Hagnḗ), basato sull'aggettivo ἁγνὸς (hagnós, "puro", da cui anche Evadne); il significato è quindi "pura", "casta", lo stesso dei nomi Partenio e Tahir.
Il nome venne in seguito associato al termine latino agnus, "agnello", motivo per il quale sant'Agnese viene raffigurata, nelle sue iconografie, con un agnello. Va detto che alcune fonti, basandosi sul fatto che la figura di sant'Agnese potrebbe essersi originata dalla cristianizzazione di qualche dea pagana, nonché sul fatto che la latinizzazione da Ἁγνὴ (Hagnḗ) ad Agnes è piuttosto peculiare (avrebbe dovuto essere Hagna), ipotizzano derivazioni diverse del nome, ricollegandolo ad esempio a quello della dea celtica Anu.
In ogni caso, fu proprio grazie al culto verso la santa che il nome si diffuse ampiamente nell'Europa cristiana, in particolare nell'Inghilterra medievale. Negli Stati Uniti, il nome è stato fra i cinquanta più usati negli anni tra il 1887 e il 1919.
La forma Ines, di origine spagnola, si è diffusa in diversi altri paesi, entrando nell'uso comune di diverse lingue al di fuori della penisola iberica. Il nome Nancy, che era in origine un diminutivo di Annis, forma medievale di Agnes, è stato in seguito associato ad Anna, e ad oggi è usato come nome indipendente.

## Onomastico
L'onomastico si festeggia il 21 gennaio in ricordo di sant'Agnese, vergine e martire a Roma sotto Diocleziano, patrona delle ragazzine. Si ricordano con questo nome anche, alle date seguenti:
- 29 gennaio, sant'Agnese da Bagno di Romagna o di Sarsina (XII secolo), monaca camaldolese[8]
- 1º marzo, sant'Agnese Cao Kuiying, vedova e martire cinese nel 1856[8]
- 2 marzo, sant'Agnese di Boemia o di Praga, (1211-1282), figlia del re Ottocaro I, monaca clarissa e fondatrice dei Crocigeri della Stella Rossa[8]
- 29 marzo, beata Agnese di Chatillon, monaca cistercense[8]
- 20 aprile, sant'Agnese di Montepulciano (1268 - 1317), priora del monastero domenicano di Santa Maria Novella di Montepulciano[8]
- 13 maggio, sant'Agnese di Poitiers, badessa del monastero fondato da santa Radegonda[8]
- 12 luglio, sant'Agnese Lê Thị Thành (Đê), madre di famiglia e martire nel Tonchino (Vietnam)[8]
- 1º settembre, sant'Agnese di Verona (... - 1144), monaca benedettina
- 7 ottobre, beata Agnese, monaca mercedaria[8]
- 19 ottobre, beata Agnese di Gesù (Galand) di Langeac, religiosa domenicana[8]
- 11 novembre, sant'Agnese di Baviera (†1532)
- 16 novembre, sant'Agnese d'Assisi, sorella di santa Chiara, religiosa[6][8]
- 24 novembre, beata Agnese Tsao-Kong (... - 1856), martire cinese
- 26 dicembre, beata Agnese Phila, martire con altre compagne in Thailandia[8]

## Persone

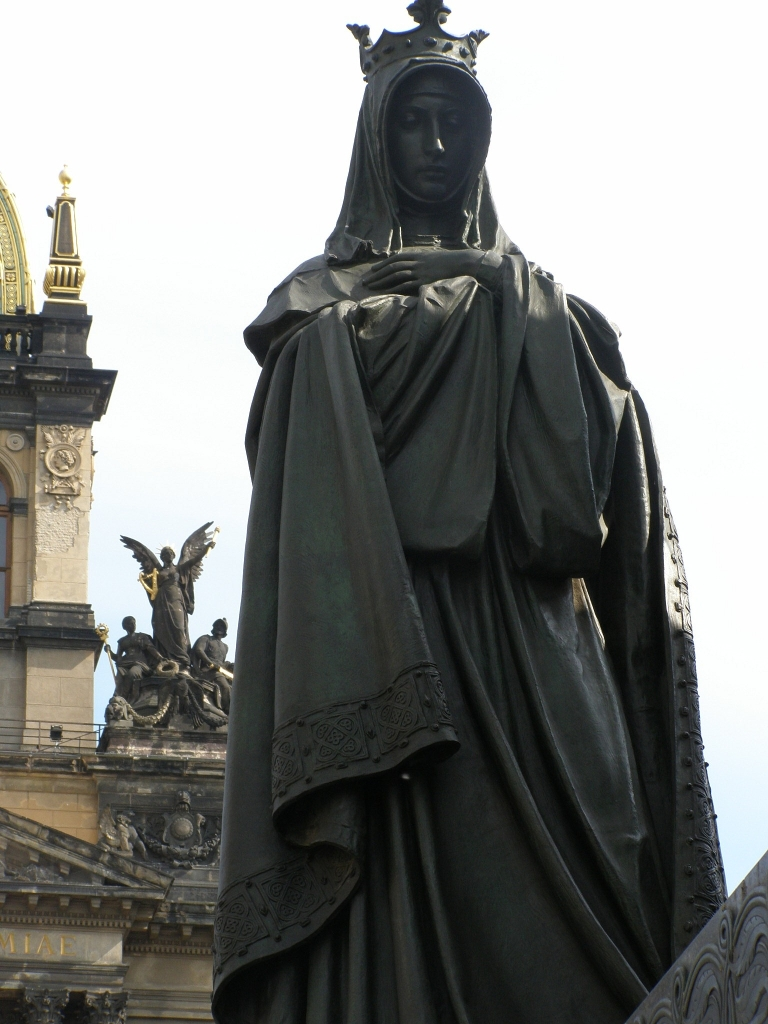
Agnese di Boemia

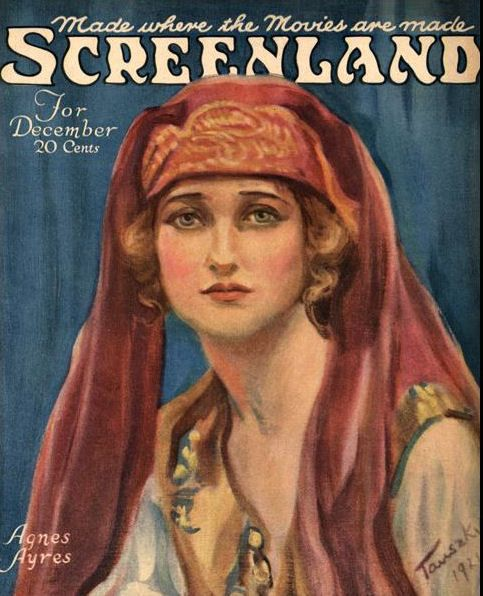
Agnes Ayres

- Agnese di Anhalt, duchessa consorte di Sassonia-Altenburg
- Agnese d'Assisi, religiosa e santa italiana
- Agnese di Boemia, religiosa e santa ceca
- Agnese di Borgogna, duchessa di Aquitania e poi contessa di Angiò
- Agnese di Courtenay, madre di Baldovino IV e di Sibilla di Gerusalemme
- Agnese di Merania, regina consorte dei Franchi
- Agnese di Poitou, reggente del Sacro Romano Impero
- Agnese Maffeis, atleta italiana
- Agnese Marteddu, doppiatrice italiana
- Agnese Nano, attrice italiana
- Agnese Possamai, atleta italiana
- Agnese Sorel, amante di Carlo VII di Francia

### Variante Agnes
- Agnes, cantante svedese
- Agnes Ayres, attrice statunitense

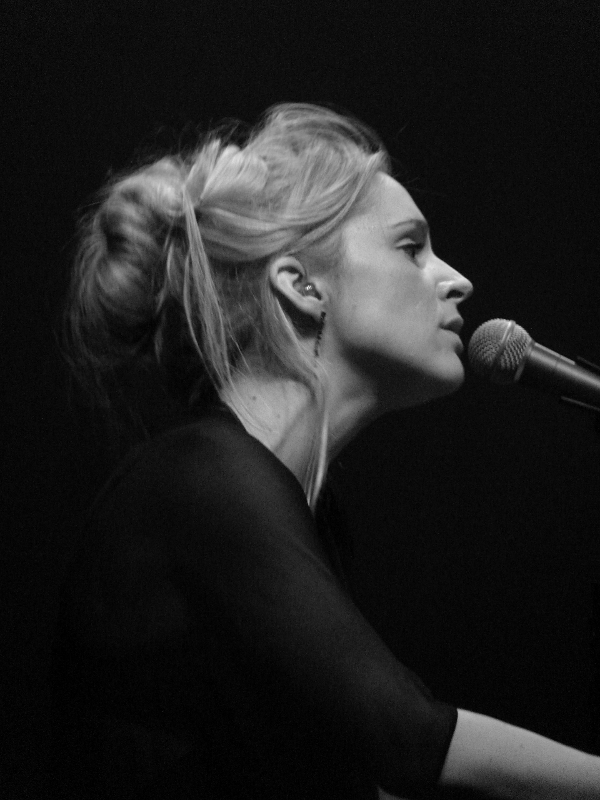
Agnes Obel

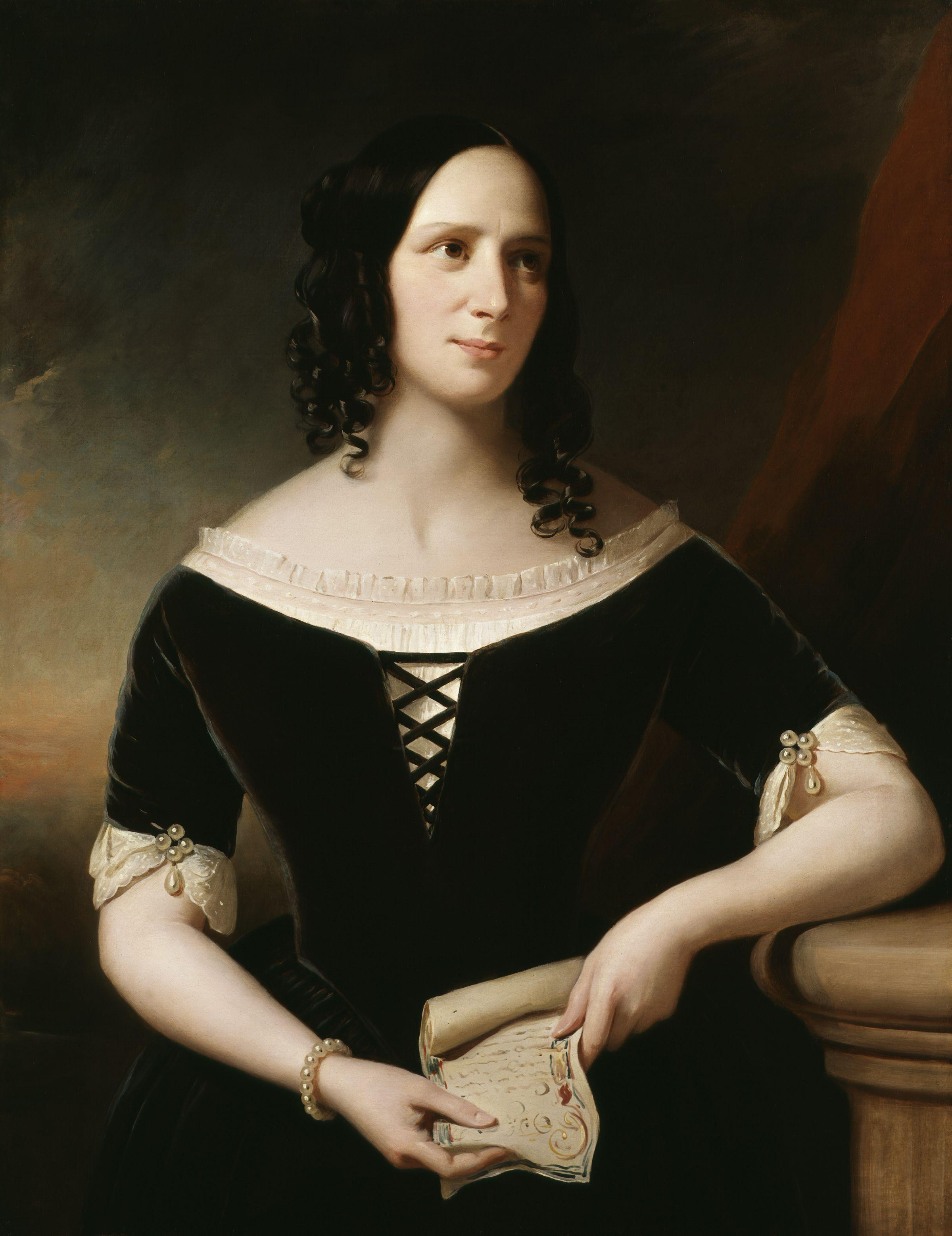
Agnes Strickland

- Agnes Baden-Powell, educatrice britannica
- Agnes Baltsa, mezzosoprano greco
- Agnes Block, botanica, disegnatrice, illustratrice, collezionista e mecenate olandese
- Agnes Bruckner, attrice statunitense
- Agnes Chan, cantante, attrice, scrittrice, insegnante e saggista cinese naturalizzata giapponese
- Agnes Fink, attrice tedesca naturalizzata svizzera
- Agnes Flanagan, truccatrice e attrice statunitense
- Agnes Lum, modella statunitense
- Agnes Martin, pittrice statunitense
- Agnes Milowka, esploratrice australiana
- Agnes Moorehead, attrice statunitense
- Agnes Nixon, produttrice televisiva e autrice televisiva statunitense
- Agnes Obel, cantante, compositrice e musicista danese
- Agnes Sigurðardóttir, vescova luterana islandese
- Agnes Simonffy, schermitrice ungherese
- Agnes Straub, attrice tedesca
- Agnes Strickland, scrittrice e storica britannica
- Agnes Tylney, seconda moglie di Thomas Howard, II duca di Norfolk
- Agnes von Krusenstjerna, scrittrice svedese

### Variante Agnès
- Agnès Godard, direttrice della fotografia francese
- Agnès Jaoui, regista, attrice e sceneggiatrice francese
- Agnès Souret, modella e ballerina francese
- Agnès Spaak, attrice e fotografa francese
- Agnès Varda, regista, sceneggiatrice e fotografa francese

### Variante Ágnes
- Ágnes Heller, filosofa ungherese
- Ágnes Konkoly, modella ungherese
- Ágnes Kovács, nuotatrice ungherese
- Ágnes Mutina, nuotatrice ungherese
- Ágnes Németh, cestista ungherese

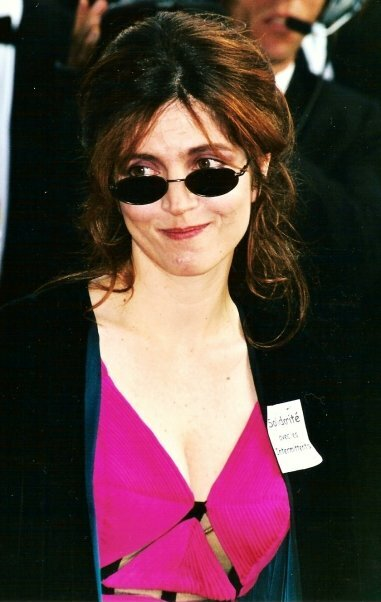
Agnès Jaoui

- Ágnes Preszler, traduttrice ungherese
- Ágnes Szávay, tennista ungherese

### Variante Agnieszka

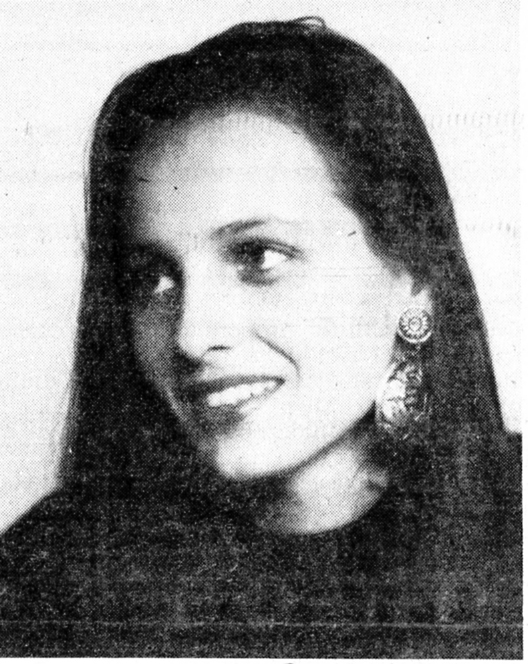
Agnieszka Kotlarska

- Agnieszka Bednarek, pallavolista polacca
- Agnieszka Bibrzycka, cestista polacca
- Agnieszka Dubrawska, schermitrice polacca
- Agnieszka Gąsienica-Daniel, sciatrice alpina polacca
- Agnieszka Holland, regista e sceneggiatrice polacca
- Agnieszka Jaroszewicz, cestista polacca
- Agnieszka Jerzyk, triatleta polacca
- Agnieszka Kaczmarczyk, cestista polacca
- Agnieszka Kotlarska, modella polacca
- Agnieszka Pachałko, modella polacca
- Agnieszka Radwańska, tennista polacca
- Agnieszka Skobel, cestista polacca
- Agnieszka Szott, cestista polacca

### Variante Agneta
- Agneta Andersson, canoista svedese

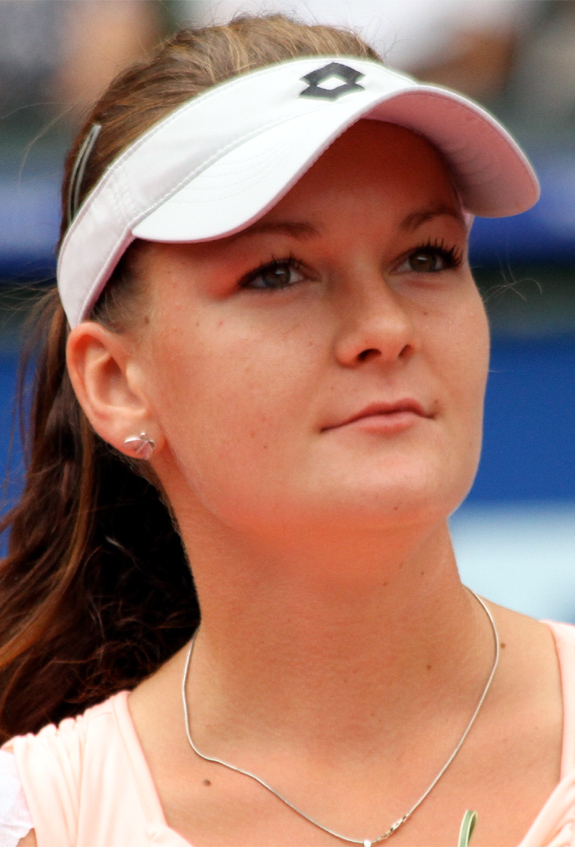
Agnieszka Radwańska

- Agneta Eriksson, nuotatrice svedese
- Agneta Falk, poetessa statunitense
- Agneta Mårtensson, nuotatrice svedese

### Altre varianti
- Agnė Čiūdarienė, cestista lituana
- Agnetha Fältskog, cantautrice, compositrice e produttrice discografica svedese
- Anjeza Gonxha Bojaxhiu, nome secolare di Madre Teresa di Calcutta, religiosa albanese
- Agnė Stankūnaitė, modella lituana
- Agneša Sviteková, cestista slovacca
- Agnesa Vuthaj, modella kosovara

## Il nome nelle arti
- Agnese Mondella è uno dei personaggi principali del romanzo di Alessandro Manzoni I promessi sposi.
- Agnes Grey è la protagonista dell'omonimo romanzo di Anne Brontë.
- Agnese Wickfield è un personaggio del romanzo di Charles Dickens David Copperfield.
- Agnese è la protagonista del romanzo di Renata Viganò L'Agnese va a morire.
- Agnese è un personaggio del film del 1985 Agnese di Dio, diretto da Norman Jewison.
- Agnese è un personaggio della commedia di Molière La scuola delle mogli.
- Donna Agnese è la protagonista di una ballata omonima (del 1853) di János Arany, poeta ungherese.
- Agnes Jones è un personaggio della soap opera Beautiful.
- Agnese Tiberi è una delle protagoniste femminili della serie TV Doc - Nelle tue mani
- Agnes Skinner è un personaggio della serie televisiva I Simpson.
- Agnese è un personaggio del cartone animato Le storie di Anna
- La leggenda di Agnese e il Tritone è riportata in Timore e tremore di Søren Kierkegaard.
- Agnese è la protagonista dell'opera omonima del 1809 di Ferdinando Paër.
- "Agnese" è il titolo di una canzone di Ivan Graziani del 1979 tratta dall'album Agnese dolce Agnese.